# 寄川淑仔
寄川 淑仔（よせかわ よしこ　1965年1月28日 - ）は、長崎放送のアナウンサーである。1988年に、長崎放送に入社。2022年3月に退社。出身地である沖縄県石垣市にUターンするとのこと。

## 人物・来歴
- 沖縄県石垣市で生まれた。今も趣味で三線をつまびくが、番組内でのキャラ作りのための石垣島や沖縄県の話題を振ることはない。
- 琉球大学卒業後、1988年に、長崎放送に入社。同期は正反対に毒舌マシンガントークで有名だった熊切秀昭（アナウンサーとして入社したが、現在は報道部記者）。
- 女性最年長の塚田恵子よりも若干若いが、物腰柔らかなお母さん的だと評されるベテランアナウンサーである。
- ラジオがメイン。テレビでは午後のショートニュースでたまに見る程度である。逆にラジオでは、ショートニュースや交通情報・天気予報など頻繁に耳にする。むしろ自身の声をラジオで聞かない日はない。
- レギュラーとしてはラジオで日曜と月曜の番組を担当。
  - 日曜朝に高齢者対象の番組を連続して担当している。両番組では高齢者に合わせて懇切丁寧に対応している。
  - 2006年度から野球中継がない月曜夕方の『月の音色』も担当。
- 一方では、2005年度まで朝ワイドの『淑仔の聞いてモーニング』を担当し、自営業・主婦層にもなじみ。この番組はラジオカーや電話での応対によって構成する内容が多く、聞き方や語り掛け方がソフトな自身に最適の番組であった。
  - 朝ワイドの時間帯にはジャパネットたかたやテレマート、救骨さんなど常連ラジオショッピング業者のコーナーが目白押しで、コーナー内で直接やり取りするほか、朝夕の通勤時間帯に合わせて自身と業者広報の対話PR放送を流すことが多い。

## 担当番組
- こっとん（NBCラジオ、月曜・火曜担当）
- さわやか長崎すこやか人生（NBCラジオ）
- ツル亀らじお（NBCラジオ）
- 寄川淑仔のTHEフォーク（NBCラジオ）
- NBCラジオ ザ・チャージ!（NBCラジオ、金曜担当）